# Гвоздь Микола Петрович
Мико́ла Петро́вич Гвоздь (9 червня 1937, Дніпропетровськ — 27 червня 2010, Київ) — український бандурист, народний артист УРСР (з 1979 року).

## Біографія
Народився 9 червня 1937 року в Дніпропетровську. Закінчив Дніпропетровське музичне училище, а 1963 року — Київську консерваторію, навчався у патріарха кобзарського мистецтва народного артиста Андрія Бобиря, керував великою самодіяльною капелою Політехнічного інституту, був другим диригентом Національної капели бандуристів та керівником студії при ній. З 1963 року в капелі бандуристів України імені Г. Майбороди, (від 1977 — художній керівник та головний диригент). З 1978 року мистецький керівник Національної капели бандуристів України імені Г. І. Майбороди.
Гастролював у країнах СНД, Канаді, Франції, Великій Британії.
Автор нотних збірників для бандури, підручника «Бандура для дитячих музичних шкіл» (1–5 класи), опублікований 1979–83 у Києві; обробок українських народних пісень тощо.

Могила Миколи Гвоздя

Помер 27 червня 2010 року. Похований у Києві на Байковому кладовищі (ділянка № 33).

### Родина
Син — Гвоздь Юрій Миколайович (нар. 1970), сопілкар, цимбаліст, Заслужений артист України.

## Відзнаки
Лауреат Національної премії України імені Т. Г. Шевченка з 2003 р.
Кавалер ордена «За заслуги» III ступеня та ордена «Ярослава Мудрого» III ступеня з 2007 р.